# شهرک اسلامیه
شهرک اسلامیه، روستایی از توابع بخش مرکزی شهرستان مهران در استان ایلام ایران است.

## جمعیت
این روستا در دهستان محسن آب قرار دارد و براساس سرشماری مرکز آمار ایران در سال ۱۳۸۵، جمعیت آن ١٢۵'۵ نفر (٩۵۰خانوار) بوده‌است.